# Notre-Dame-korszak

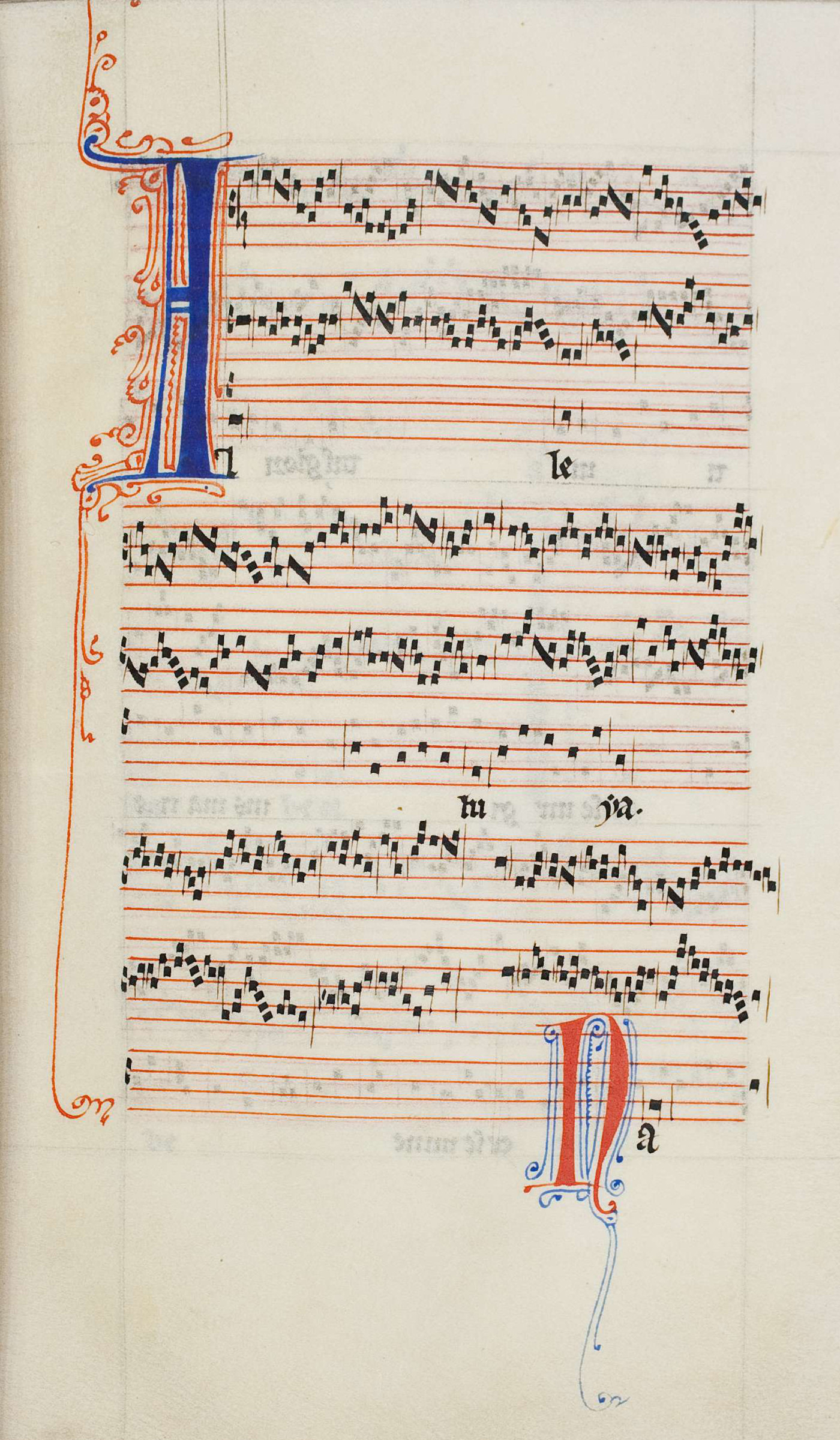
Perotinus Alleluia nativitas (a 3. ritmikai modusban komponált műve

A Notre Dame-korszak a zenetörténet jelentős középkori korszakához, az ars antiquahoz kapcsolható. A korszak elnevezésének eredete a párizsi Notre-Dame székesegyház szolgálatában működő zenészcsoporthoz, a Notre Dame-iskolához kötődik, mely a 12. század végi és 13. század eleji egyházi zene egyik központja volt. A Notre Dame-iskola tagjai a 12/13. század fordulójának legnagyobb, többségében anonim zeneszerzői, közöttük név szerint egyedül két szerző ismert,  Leoninus és Perotinus.
A Notre-Dame-iskola pontos működésének meghatározása bizonytalan. 1160 körül kezdődött és legkésőbb 1250-ig tartott az az időszak, amikor az európai zenetörténet legmeghatározóbb helyszíne a székesegyház volt.
A Notre-Dame-iskola épített ugyan a Saint Martial-iskola vívmányaira, mely az egyszólamú zene központja volt, s a sequentia és a tropus műfajaiban virágzott, azonban meg is haladta azt. A Notre Dame-iskola kulcsszerepet játszott a többszólamúság fejlődésében, s olyan műfajokban alkotott jelentőset, mint a conductus, az organum vagy a motetta. Az organum itt érte el csúcspontját, és itt jelenik meg a discantus és később a clausula is.
Anonymus IV 1272 után írott traktátusában, a De mensuris et discantu-ban a korszak két legnagyobb mesterét, Leoninust és Perotinust név szerint említi meg, több zeneszerzőt név szerint nem ismerünk, de a legjelentősebb szövegíró, az elsősorban conductus-szerző Philippe de Chancelier neve szintén ránk maradt.
A korszak kétszólamú organumait tartalmazó Magnus liber organi de gradali et antiphonario bővítéseit valószínűleg maga Perotinus végezte el. A repertoár további ránk maradt forrásaiból nemcsak a Notre-Dame székesegyház, hanem feltehetően az iskola által meghatározott környékbeli templomok (a párizsi St-Germain-l'Auxerrois, a szintén párizsi Ste-Geneviéve-du-Mont valamint Beauvais és Sens) anyagait is megismerhetjük.

## Zenei források
A neumaírással lejegyzett művek kódexekben maradtak fenn. A források, melyek a ránk maradt anyagot tartalmazzák:
W1
W2
F
Ma
| rövidítés | teljes név (jelzet)                                       | anyag    | méret (mm) | terjedelem | a kézirat keletkezési ideje és helye                                     | a repertoár keletkezési ideje és helye         | tartalom |
| --------- | --------------------------------------------------------- | -------- | ---------- | ---------- | ------------------------------------------------------------------------ | ---------------------------------------------- | --- |
| W1        | Wolfenbüttel, Herzog August Bibliothek Codex Helmst. 628  | pergamen | 215x150    | 197 folio  | 13. század közepe fasc 1-10: Franciaország, fasc 11: valószínűleg Anglia | 12. század második fele                        | A Notre-Dame iskola központi forrása (A Magnus liber első fennmaradt példánya) fasc 1: 4 szólamú organumok fasc 2: 3 szólamú organumok és conductusok fasc 3-4: Magnus liber fasc 5-6: kiegészítő clausulák fasc 7-8: 3 szólamú organumok, motetták, conductusok fasc 9: 2 szólamú conductusok, tropusok, organumok, motetták fasc 10: 1 szólamú conductusok fasc 11: 2 szólamú organumok                                                                                          |
| W2        | Wolfenbüttel, Herzog August Bibliothek Codex Helmst. 1099 | pergamen | 175x130    | 253 folio  | 13. század közepe, Franciaország                                         | 12. század második felétől 13. század közepe   | A Magnus liber legkésőbbi megmaradt példánya, a legrégebbi francia motetták legfontosabb forrása fasc 1: 4 szólamú organumok fasc 2: 3 szólamú organumok fasc 3: 3 szólamú conductusok fasc 4-5: Magnus liber fasc 6: 2 szólamú conductusok fasc 7: 3 szólamú latin és francia motetták és conductusok fasc 8: 2 szólamú latin motetták fasc 9: 3 szólamú kettős- és hármasmotetták fasc 10: 2 szólamú francia motetták                                                            |
| F         | Firenze, Biblioteca Mediceo-Laurenziana, plut. 29, 1      | pergamen | 232x157    | 440 folio  | 13. század vége, Franciaország                                           | 12. század második fele – 13. század első fele | A Notre-Dame iskola leggazdagabb tartalmú kézirata fasc 1:4 szólamú organumok és conductusok, 3 szólamú clausulák fasc 2: 3 szólamú organumok fasc 3-4: Magnus liber (második legrégebbi, leggazdagabb változat) fasc 5: kiegészítő clausulák fasc 6: 3 szólamú conductusok, 4 szólamú motetták, 3 szólamú motetták fasc 7: 2 szólamú conductusok fasc 8: 3 szólamú motetták fasc 9: 2 szólamú motetták, 3 szólamú kettősmotetták fasc 10-11: 1 szólamú conductusok és rondellusok |
| Ma        | Madrid, Biblioteca Nacional, ms 20486                     | pergamen | 166x115    | 142 folio  | 13. század vége, valószínűleg Spanyolország                              | 12. század második fele – 13. század közepe    | Különleges elrendezésű de hiányos Notre-Dame-repertoár kézirat, F-nél valószínűleg későbbi, de W2-nél korábbi; kb 100 darab: motetták, organumok, conductusok |

## Modális ritmusok
A Notre-Dame-korszakban vált elterjedtté és jelentőssé a modális ritmika és a modális notáció.
Az organum-részek kötetlen ritmikája mellett uralkodóvá váltak a hármas ritmusok. Ezeket a ritmusképleteket 6 modusra lehet osztani. Valószínű, hogy a ritmika elterjedése összefüggésben áll a 12. században elterjedő új ritmikus költészettel.
- 1. modus hosszú-rövid 2:1 arányban
- 2. modus rövid-hosszú 1:2 arányban
- 3. modus hosszú-rövid-hosszú 3:1:2 arányban
- 4. modus a 3. fordítottja a gyakorlatban nem fordult elő
- 5. modus 3 hosszú
- 6. modus 3 rövid

## Média
- Petronius: Sederunt principes, négyszólamú orgánum a YouTube-on
- Leoninus: kétszólamú orgánum a YouTube-on